# Uostadvarský maják

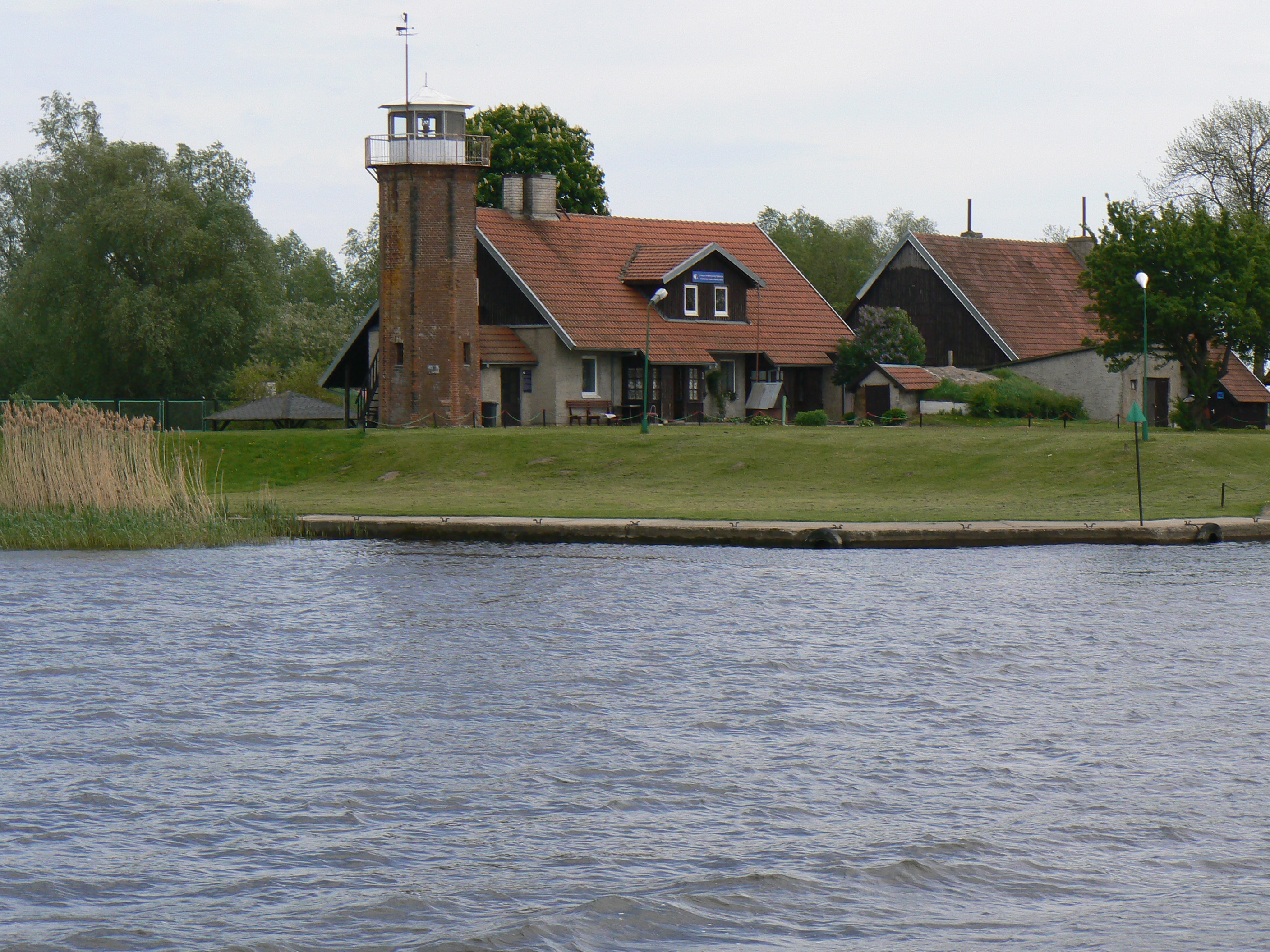
Maják od Atmaty

Uostadvarský maják (litevsky Uostadvario švyturys) je maják a muzeum na levém břehu řeky Atmaty (delta Němenu). Jedná se o litevskou národní technickou památka v nejzápadnější části vsi Uostadvaris mezi přístavem a přečerpávací stanicí. Maják je cihlová stavba ve tvaru pravidelného osmibokého hranolu, jeho hrany jsou ozdobeny glazurovanými cihlami zelené barvy, byl postaven v letech 1873–1876. Uvnitř je točité cihlobetonové schodiště, které vede do místnosti svítilny, ze které je východ na vnější plošinu rozhledny. Věž majáku má výšku 12,2 m, světlo bylo ve výšce 18 m n. m. Maják je chodbou napřímo spojen s obytným domem obsluhy majáku (dnes průvodce muzea majáku). V současné době se maják k původnímu účelu již nevyužívá, slouží jako rozhledna.

## Další informace
V roce 2003 Litevská pošta vydala poštovní známku s ilustrací majáku v pohledu od přístavu. Obrázek známky je dostupný pouze na litevské verzi wikipedie (zde).